# فهرست مدال‌آوران المپیک در والیبال
این مقاله فهرست مدال‌آوران المپیک در والیبال و والیبال ساحلی در دو بخش مردان و زنان است.

## والیبال (سالنی)

### مردان

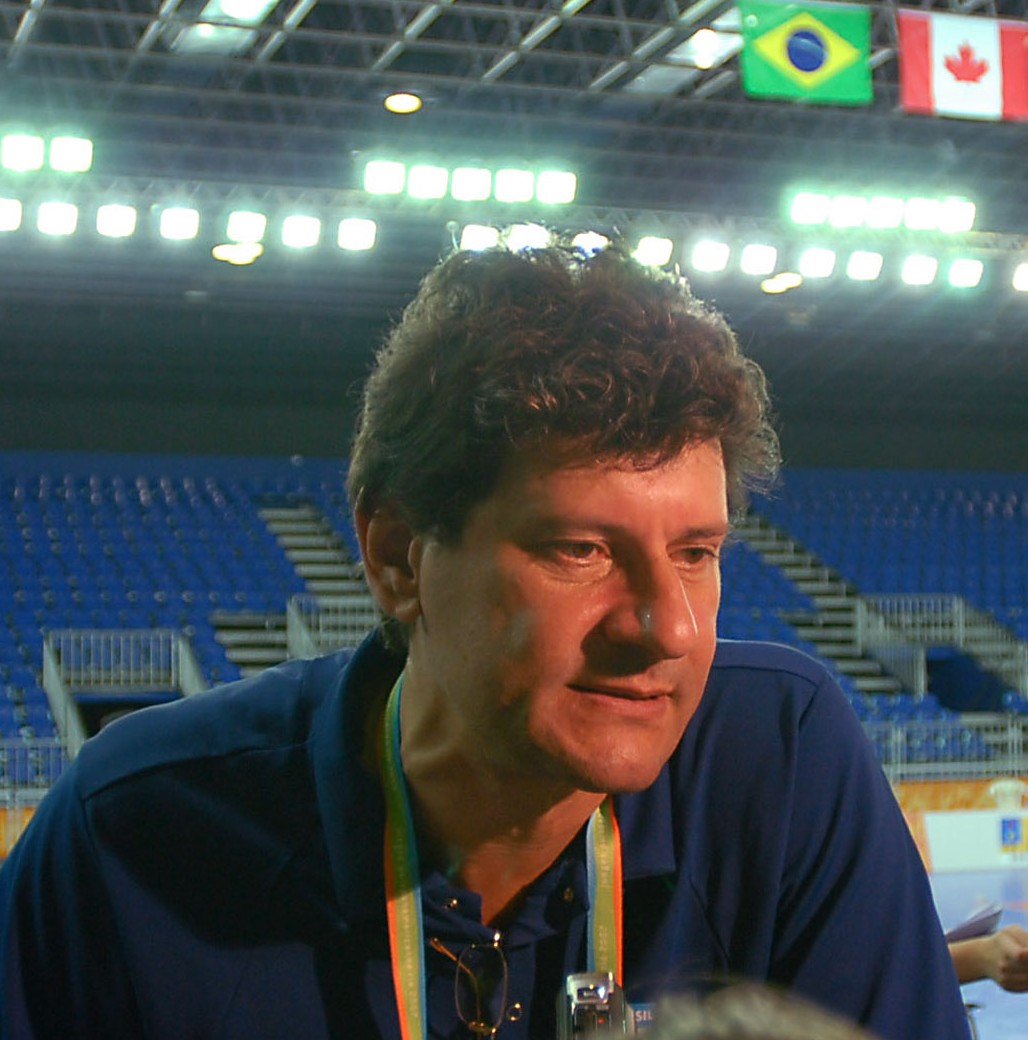
Brazilian آمائوری ریبیرو won silver in 1984 and gold in 1992.

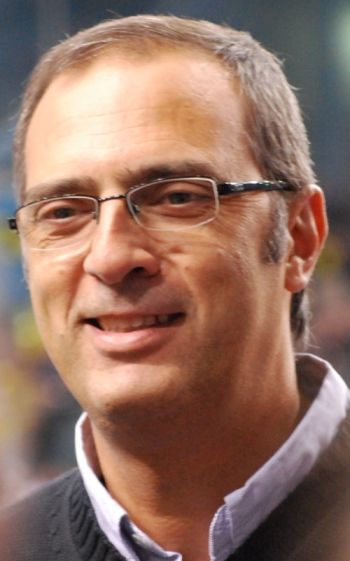
A bronze medalist in 1988, Argentine دانیل کاستلانی later coached the تیم ملی والیبال مردان لهستان.

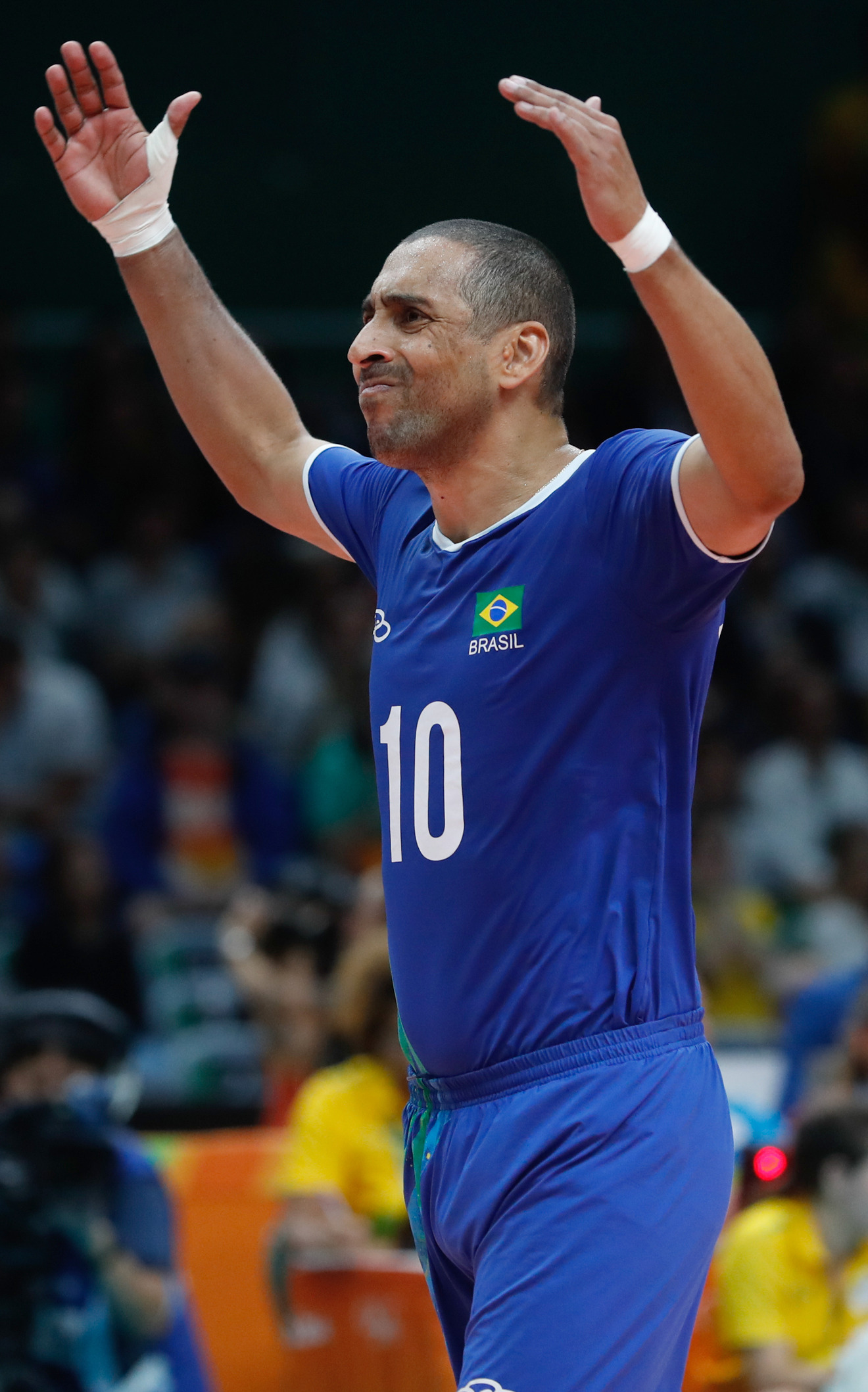
Brazilian سرجیو سانتوس is the only player to reach four straight finals, winning two.

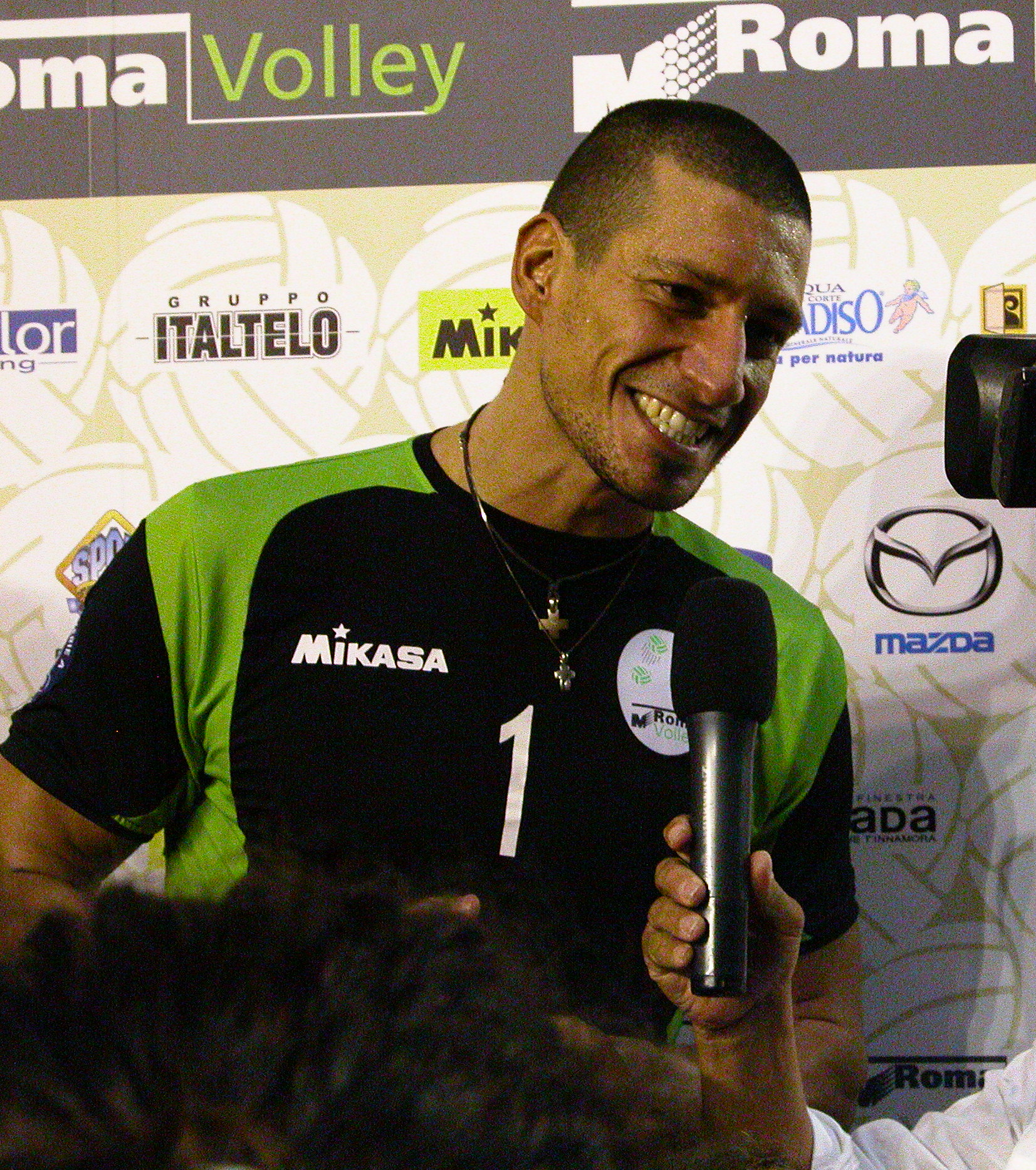
لوئیجی مسترانجلو has won three medals with the Italian team.

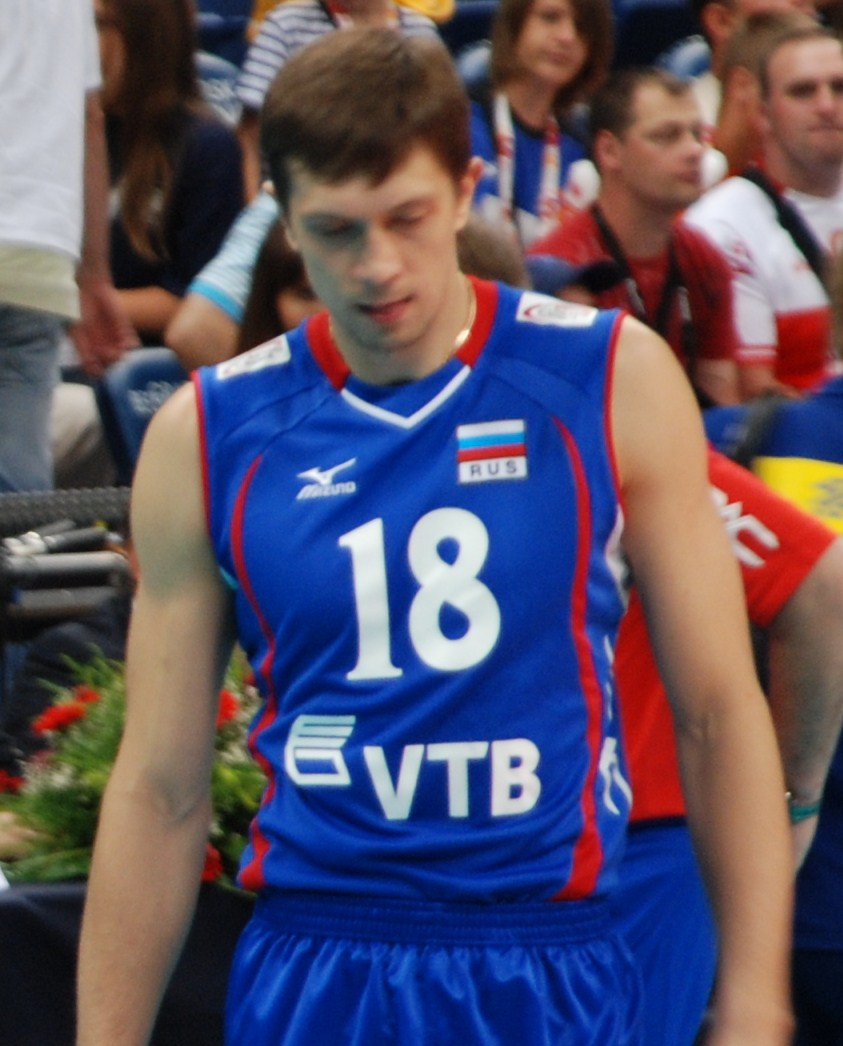
الکسی کلشوف is a three-time medalist for Russia.

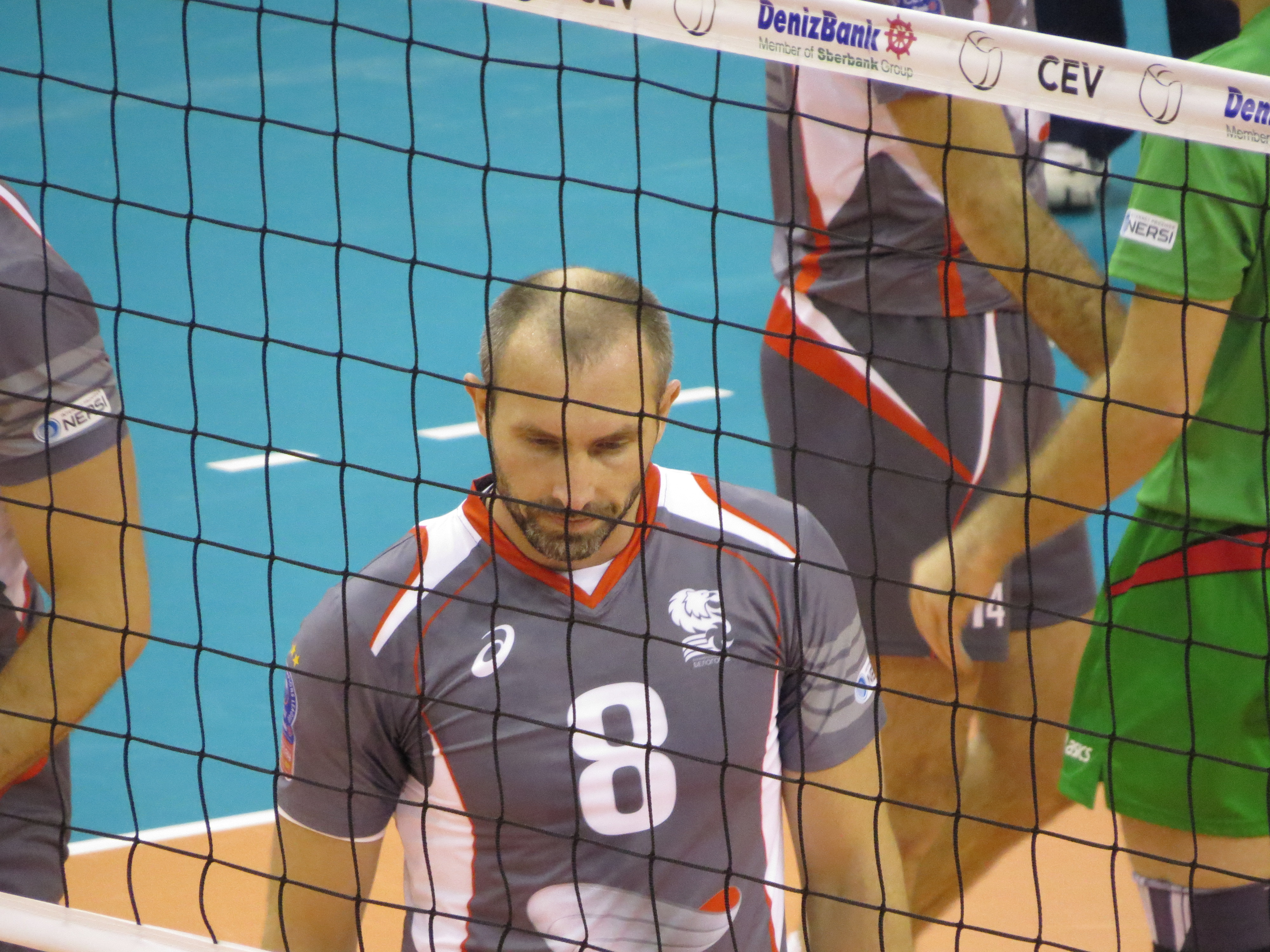
Russian سرگئی تتیوخین finished in the final four five in five straight tournaments, missing a medal only in 2016.

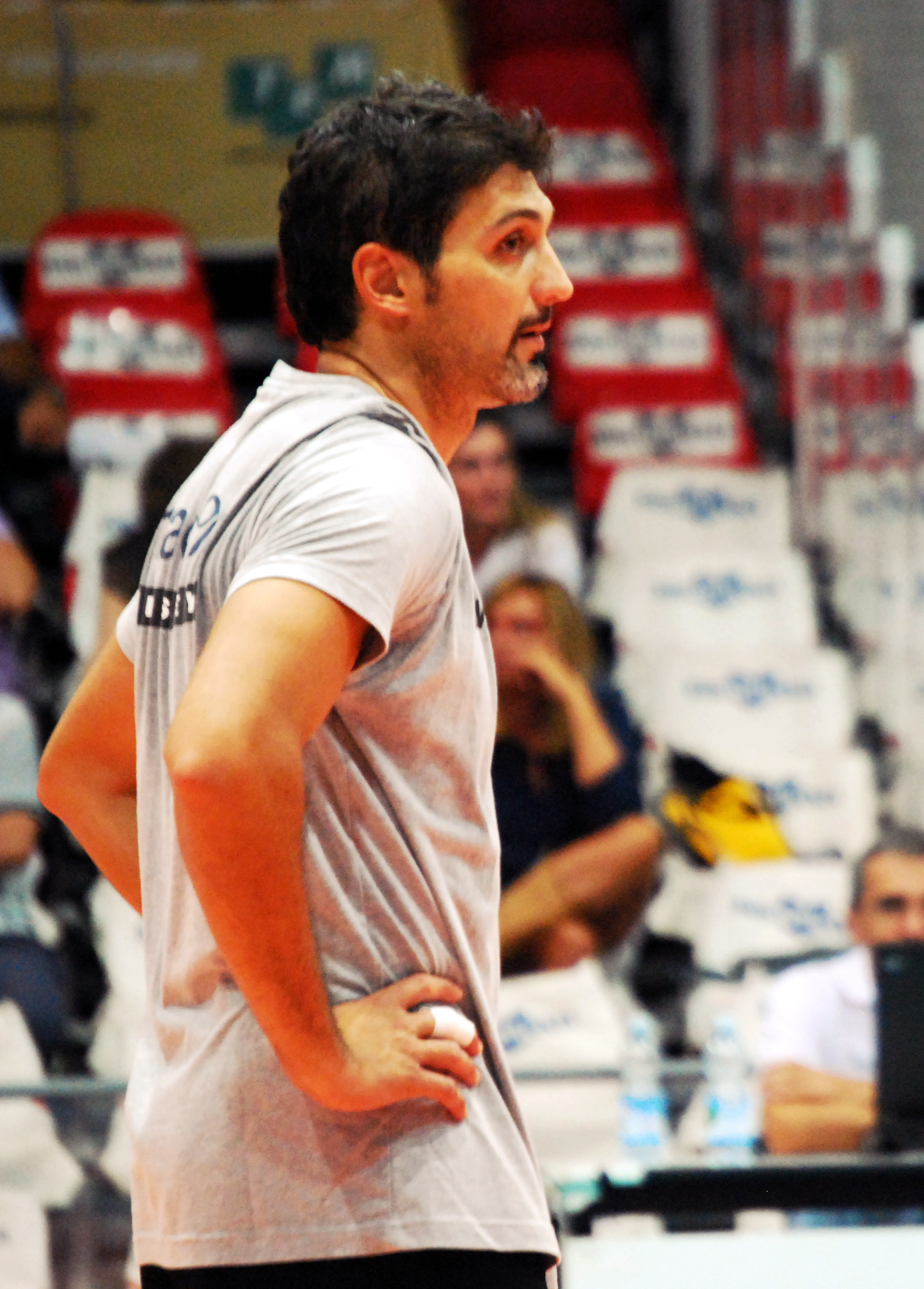
Italian ساموئل پاپی is one of three men, along with Santos and Tetyukhin, to win four volleyball medals.

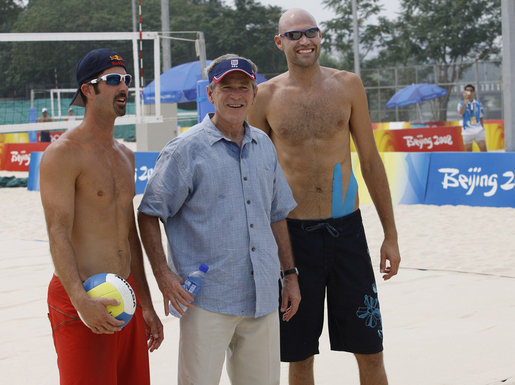
تاد راجرز (چپ) و فیل دالهاسر (راست), gold medalists in 2008, pose with جرج دابلیو. بوش at the Beijing Olympics.

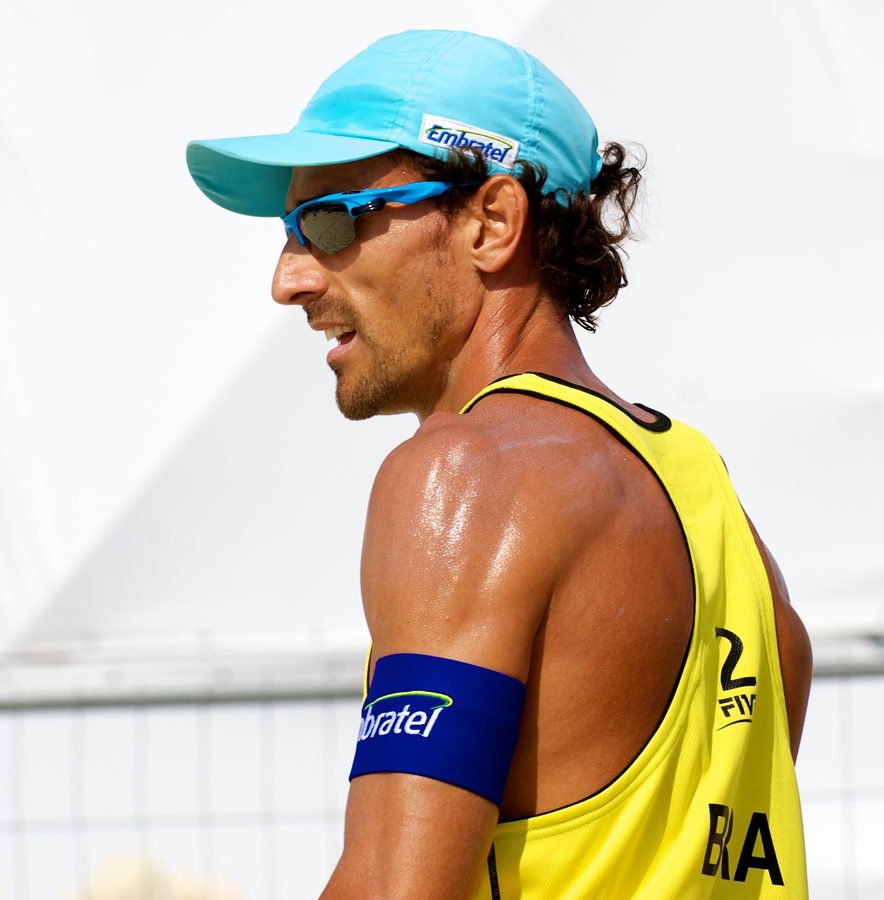
امانوئل رگو appeared in the first five beach volleyball tournaments, winning three medals.

| بازی‌ها                                  | طلا | نقره | برنز |
| والیبال در بازی‌های المپیک تابستانی ۱۹۶۴ | اتحاد شوروی (URS) · ایوان بوگاینکوفس · نیکولای بوروبین · یوری چسنوکوف · واژا کاچاراوا · والری کالاچیخین · ویتالی کووالنکو · استانیسلافس لوگایلو · گئورگی موندزولفسکی · یوری پویارکوف · ادوارد سیبیریاکوف · یوری ونگروفسکی · دمیتری ووسکوبوینیکوف | چکسلواکی (TCH) · میلان چودا · بوهومیل گولیان · ازدنیک هامهال · پتر کوپ · یوزف لابودا · جوزف موزیل · کارل پائولوس · بوریس پروشیچ · پاول شنک · واتسلاف اشمیدل · یوزف شورم · لادیسلاف تومان                                                          | ژاپن (JPN) · یوتاکا دماچی · تسوتومو کویاما · ساداتوشی سوگاوارا · ناوهیرو ایکدا · یاستاکا ساتو · توشیاکی کوسدو · توکیهیکو هیگوچی · ماسایوکی مینامی · تاکشی توکوتمی · تروسا موریاما · یوزو ناکامورا · کاتسوتوشی نکودا             |
| والیبال در بازی‌های المپیک تابستانی ۱۹۶۸ | اتحاد شوروی (URS) · ادوارد سیبیریاکوف · والری کراوچنکو · وولودیمیر بیلیایف · یوگن لاپینسکی · اولگس آنتروپوفس · واسیلیوس ماتوشواس · ویکتور میخالچوک · یوری پویارکوف · بوریس ترشچوک · وولودیمیر ایوانوف · ایوان بوگاینکوفس · گئورگی موندزولفسکی    | ژاپن (JPN) · ماسایوکی مینامی · کاتسوتوشی نکودا · مامورو شیراگامی · ایسائو کویزومی · کنجی کیمورا · یاسواکی میتسوموری · جونگو موریتا · تادایوشی یوکوتا · سیجی اوکو · تتسو ساتو · کنجی شیمائوکا · ناوهیرو ایکدا                                      | چکسلواکی (TCH) · آنتونین پروخازکا · ییژی اسووبودا · لوبومیر زاییچک · جوزف موزیل · یوزف اسمولکا · ولادیمیر پتلاک · پتر کوپ · فرانتیشک سوکول · بوهومیل گولیان · ازدنیک گروسل · پاول شنک · دراهومیر کودلکا                         |
| والیبال در بازی‌های المپیک تابستانی ۱۹۷۲ | ژاپن (JPN) · یوشیهیده فاکائو · کنجی کیمورا · ماسایوکی مینامی · جونگو موریتا · یوزو ناکامورا · کاتسوتوشی نکودا · تتسو نیشیموتو · یاسوهیرو نوگوچی · سیجی اوکو · تتسو ساتو · کنجی شیمائوکا · تادایوشی یوکوتا                                        | آلمان شرقی (GDR) · هورست هاگن · ولفگانگ لووه · ولفگانگ مایبوهم · یورگن ماونه · هورست پتر · اکهارد پیتش · زیگفرید اشنایدر · آرنولد شولس · رودی شومان · راینر شارکه · ولفگانگ وبنر · ولفگانگ وایزه                                                  | اتحاد شوروی (URS) · ویکتور بورشچ · یفیم چولاک · ویاچسلاو دومانی · ولادیمیر کوندرا · والری کراوچنکو · یوگن لاپینسکی · ولادیمیر پاتکین · یوری پویارکوف · ولادیمیر پوتیاتوف · الکساندر ساپریکین · یوری استارونسکی · لئونید زایکو   |
| والیبال در بازی‌های المپیک تابستانی ۱۹۷۶ | لهستان (POL) · برانیسلاو ببل · ریچارد بوسک · ویسواف گاووفسکی · مارک کارباش · لخ لاسکو · زبیگنیف لوبیه‌یفسکی · میروسواف ریباچفسکی · ولادیمیر سادالسکی · ادوارد اسکورک · ووجیمیش استفانسکی · توماش ویتوویچ · زبیگنیف زاژیتسکی                       | اتحاد شوروی (URS) · ولادیمیر چرنیشیوف · یفیم چولاک · ولادیمیر دوروخوف · الکساندر ارمیلوف · ولادیمیر کوندرا · اولگ مولیبوگا · آناتولی پولیشچوک · الکساندر بوریسوویچ ساوین · پاولس سلیوانوفس · یوری استارونسکی · ولادیمیر اولانوف · ویاچسلاو زایتسف | کوبا (CUB) · آلفردو فیگردو · ویکتور گارسیا · دیه‌گو لاپرا · لئونل مارشال سینیور · ارنستو مارتینس · لورنسو مارتینس · خورخه پرس ونتو · آنتونیو رودریگس · کارلوس سالاس · ویکتوریانو سارمینتوس · خسوس ساوینیه · رائول ویلچس          |
| والیبال در بازی‌های المپیک تابستانی ۱۹۸۰ | اتحاد شوروی (URS) · ولادیمیر چرنیشیوف · ولادیمیر دوروخوف · الکساندر ارمیلوف · ولادیمیر کوندرا · والری کریووف · فدیر لاشچونوف · ویلیار لور · اولگ مولیبوگا · یوری پانچنکو · الکساندر بوریسوویچ ساوین · پاولس سلیوانوفس · ویاچسلاو زایتسف          | بلغارستان (BUL) · یوردان انجلوف · دیمیتار دیمیتروف · استفان دیمیتروف · استویان گونچف · هریستو ایلیوف · پتکو پتکوف · کاسپار شمعون‌انوف · هریستو استویانوف · میتسکو تودوروف · تسانو تسانو · امیل والچف · دیمیتار زلاتانوف                            | رومانی (ROU) · ماریوس کاتا-چیتیگا · والتر چیفو · لارنسیو دومانویو · گونتر انسکو · دن گیرلیانو · سورین ماکاوی · ویورل مانول · فلورین مینا · کورنیلیو اورس · نیکولای پاپ · کنستانتین ستریا · نیکو استویان                         |
| والیبال در بازی‌های المپیک تابستانی ۱۹۸۴ | ایالات متحده آمریکا (USA) · داستی دووژاک · دیو ساندرز · استیون سالمونز · پل ساندرلند · ریچ دولیوس · استیو تیمونس · کریگ باک · مارک والدی · کریس مارلو (کاپیتان) · الدیس برزینس · پاتریک پاورز · کارچ کیرالی                                      | برزیل (BRA) · آمائوری ریبیرو · بادالهوکا · برنارد راجزمن · برناردو رزنده · دومینگو ماراکانا · فرناندو اویلا · مارکوس فریر · خوزه مونتانارو · رنان دال زوتو · روی ناسیمنتو · ویلیام سیلوا · ماریو دی اولیویرا نتو                                  | ایتالیا (ITA) · فرانکو برتولی · فرانچسکو دالواولیو · جانکارلو دامتو · گیدو د لوئیجی · جووانی اریسیلو · جیووانی لانفرانکو · آندره‌آ لوکتا · پیر پائولو لوچتا · مارکو نگری · پیرو ربادنگو · پائولو وچی · فابیو ولو                 |
| والیبال در بازی‌های المپیک تابستانی ۱۹۸۸ | ایالات متحده آمریکا (USA) · کریگ باک · باب ستورتلیک · اسکات فورچون · کارچ کیرالی (کاپیتان) · ریچی لویتیس · داگلاس پارتی · جان روت · اریک ساتو · دیو ساندرز · جف استورک · تروی تانر · استیو تیمونس                                                | اتحاد شوروی (URS) · یاروسلاو آنتونوف · یوری چردنیک · اوگنی کراسلینکوف · اندره کوزنتسوف · والری لاسف · یوری پانچنکو · ایگور رونوف · یوری ساپگا · ولادیمیر شکوریخین · اولکساندر سوروکالت · ریموندس ویلد · ویاچسلاو زایتسف                           | آرژانتین (ARG) · دانیل کاستلانی · دنیل کویا · هوگو کونته · خوان کومینتی · استبان دپالاما · الخاندرو دیز · والدو کانتور · استبان مارتینز · رائول کویروگا · جان اوریارته · خاویر وبر · کلاودیو زولیانلو                           |
| والیبال در بازی‌های المپیک تابستانی ۱۹۹۲ | برزیل (BRA) · آمائوری ریبیرو · آنتونیو گوویا · داگلاس چیاروتی · جیووانی گاویو · ژنلسون کاروالیو · جرج ادسون · مائوریسیو لیما · مارسلو نگرائو · پائولو سیلوا · آندره فلیپ فریرا · تالمو الیویرا · تانده                                           | هلند (NED) · ادوین بنه · پیتر بلانگ · رون بودری · هنک یال هلد · مارتین فن در هورست · مارکو کلوک · اولوف فان در مولن · یان پستوما · آویتال سلینگر · مارتین تفر · رونالد زودسما · رون زورور                                                         | ایالات متحده آمریکا (USA) · نیک بکر · کارلوس بریسنو · باب ستورتلیک · اسکات فورچون · دن گرینبوم · برنت هیلارد · برایان ایوی · داگلاس پارتی · باب ساموئلسون · اریک ساتو · جف استورک · استیو تیمونس                                |
| والیبال در بازی‌های المپیک تابستانی ۱۹۹۶ | هلند (NED) · پیتر بلانگ · خودو خورتزن · روب خرابرت · هنک یال هلد · میشا لاتوهیهین · یان پستوما · برخت رودنبورخ · ریچارد شویل · بس ون د گور · مایک ون د گور · اولوف فان در مولن · رون زورور                                                       | ایتالیا (ITA) · لورنزو برناردی · ویگور بوولنتا · مارکو براچی · لوکا کانتاگالی · آندره آ گاردینی · آندره‌آ جیانی · پاسکواله گراوینا · مارکو مئونی · ساموئل پاپی · آندره‌آ سارتورتی · پائولو توفولی · آندره‌آ زورزی                                    | یوگسلاوی (YUG) · ولادیمیر باتز · دیان برجویچ · گورج دوریچ · آندریا گریچ · نیکولا گربیچ · ولادیمیر گربیچ · رایکو جوکانوویچ · اسلوبودان کواچ · جولا مشتر · ژارکو پتروویچ · ژلیکو تاناسکوویچ · گوران ویویچ                         |
| والیبال در بازی‌های المپیک تابستانی ۲۰۰۰ | یوگسلاوی (YUG) · ولادیمیر باتز · اسلوبودان کواچ · اسلوبودان بوشکان · جولا مشتر · واسا مییچ · نیکولا گربیچ · ولادیمیر گربیچ · آندریا گریچ · گوران ویویچ · ایوان میلیکوویچ · ولیکو پتکوویچ · ایگور ووشورویچ                                        | روسیه (RUS) · وادیم خاموتسکیخ · روسلان اولیخور · والری گوریوشف · ایگور شولپف · الکسی کازاکوف · یوگنی میتکوف · سرگئی تتیوخین · رومان یاکوولیف · کنستانتین اوشاکوف · الکساندر گراسیموف · ایلیا ساولف · الکسی کلشوف                                  | ایتالیا (ITA) · آندره آ گاردینی · مارکو مئونی · پاسکواله گراوینا · لوئیجی مسترانجلو · پائولو توفولی · ساموئل پاپی · آندره‌آ سارتورتی · مارکو براچی · سیمونه روزالبا · میرکو کورسانو · آندره‌آ جیانی · الساندرو فی                 |
| والیبال در بازی‌های المپیک تابستانی ۲۰۰۴ | برزیل (BRA) · جیووانی گاویو · آندره هلر · مائوریسیو لیما · جیبا · آندره ناسیمنتو · سرجیو سانتوس · اندرسون رودریگز · نالبرت بیتنکورت · گوستاوو اندرس · رودریگو سانتانا · ریکاردو گارسیا · دانته آمارال                                            | ایتالیا (ITA) · لوئیجی مسترانجلو · والریو ورمیلیو · ساموئل پاپی · آندره‌آ سارتورتی · آلبرتو چیزولا · ونچسلاو سیمئونوف · دامیانو پی پی · آندره‌آ جیانی · الساندرو فی · پائولو توفولی · پائولو کتزی · متی چرنیچ                                       | روسیه (RUS) · استانیسلاو داینیکین · سرگئی بارانوف · پاول آبراموف · الکسی کازاکوف · سرگئی تتیوخین · وادیم خاموتسکیخ · الکساندر کوسارف · کنستانتین اوشاکوف · تاراس ختی · آندری اگورچف · الکسی وربوف · الکسی کلشوف                 |
| والیبال در بازی‌های المپیک تابستانی ۲۰۰۸ | ایالات متحده آمریکا (USA) · لویی بال · شان رونی · دیوید لی · ریچارد لامبورن · رید پریدی · رایان میلار · رایلی سایمون · توماس هاف (کاپیتان) · کلیتون استنلی · کوین هانسن · گابریل گاردنر · اسکات توزینسکی                                         | برزیل (BRA) · برونو رزنده · مارسلو الگارتن · آندره هلر · ساموئل فوکس · جیبا (کاپیتان) · موریلو اندرس · آندره ناسیمنتو · سرجیو سانتوس · اندرسون رودریگز · گوستاوو اندرس · رودریگو سانتانا · دانته آمارال                                           | روسیه (RUS) · الکساندر کورنیف · سیمیون پلتافسکی · الکساندر کوسارف · سرگئی گرانکین · سرگئی تتیوخین · وادیم خاموتسکیخ · یوری برژکو · الکسی اوستاپنکو · الکساندر الکساندروویچ ولکوف · الکسی وربوف · ماکسیم میخائیلوف · الکسی کلشوف |
| والیبال در بازی‌های المپیک تابستانی ۲۰۱۲ | روسیه (RUS) · نیکولای آپالیکوف · تاراس ختی · سرگئی گرانکین · سرگئی تتیوخین · الکساندر سوکولوف · یوری برژکو · الکساندر بوتکو · دیمیتری موزرسکی · دیمیتری ایلینیخ · ماکسیم میخائیلوف · الکساندر الکساندروویچ ولکوف · الکسی اوبمچیف                 | برزیل (BRA) · برونو رزنده · والاس دسوزا · سیدائو · لئوناردو ویسوتو · جیبا · موریلو اندرس · سرجیو سانتوس · تیاگو سوارز آلوز · رودریگو سانتانا · لوکاس ساتکمپ · ریکاردو گارسیا · دانته آمارال                                                       | ایتالیا (ITA) · کریستین ساوانی · لوئیجی مسترانجلو · سیمونه پارودی · ساموئل پاپی · میهاو لاسکو · ایوان زایتسف · دانته بونینفانته · دراگان تراویتسا · الساندرو فی · امانوئل بیرارلی · آندره‌آ باری · آندره‌آ جووی                   |
| والیبال در بازی‌های المپیک تابستانی ۲۰۱۶ | برزیل (BRA) · ویلیام آرجونا · ادر کاربونرا · والاس دسوزا · لوئیز فیلیپه فونتلس · اواندرو گرا · ریکاردو لوکارلی · برونو رزنده (کاپیتان) · لوکاس ساتکمپ · سرجیو سانتوس · مائوریسیو بورژس سیلوا · داگلاس سوزا · مائوریسیو سوزا                      | ایتالیا (ITA) · اولگ آنتونوف · امانوئل بیرارلی · سیمونه بوتی · ماسیمو کولاچی · سیمونه جیانلی · عثمانی خوانتورینا · فیلیپو لانزا · ماتئو پیانو · سالواتوره روسینی · دنیله سوتیل · لوکا وتوری · ایوان زایتسف                                        | ایالات متحده آمریکا (USA) · مت اندرسون · میکا کریستنسون · ماکسول هولت · توماس جاشکی · دیوید لی · رید پریدی · آرون راسل · تیلور ساندر · اریک شوجی · کاویکا شوجی · دیوید اسمیت · مورفی تروی                                       |
| والیبال در بازی‌های المپیک تابستانی ۲۰۲۰ | فرانسه (FRA) · بارتلمی شیننیز · جنیا گربنیکوف · ژان پتری · بنجامین تونیوتی (کاپیتان) · کوین تیلیه · اروین انگاپت · آنتوان بیزار · استفن بوایه · نیکولا لو گوف · داریل بولتور · تخور کلونو · یاسین لواتی                                          | چین (ROC) · یاروسلاو پودلسنیخ · آرتم ولویچ · دمیتری ولکوف · ایوان یاکولف · دنیس بوگدان · پاول پانکوف · ویکتور پولتائف · ماکسیم میخائیلوف · ایگو کلیویکا · ایلیاس کراکایف · ایگور کوبزار (کاپیتان) · والنتین گولوبف                                | آرژانتین (ARG) · ماتیاس سانچز · فدریکو پریرا · کریستین پوگلاخن · فاکوندو کونته · آگوستین لوسر · سانتیاگو دانانی · سباستین سوله · برونو لیما · اسکیئل پالاسیوس · لوسیانو دچکو (کاپیتان) · نیکولاس مندس · مارتین راموس            |

### زنان

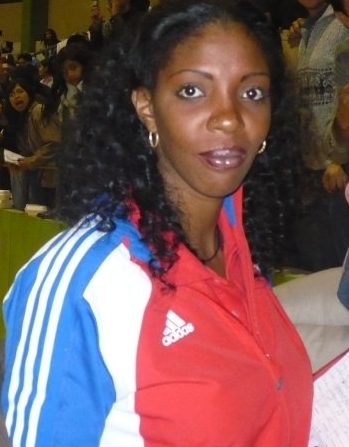
رگلا تورس won three straight gold medals with Cuba.

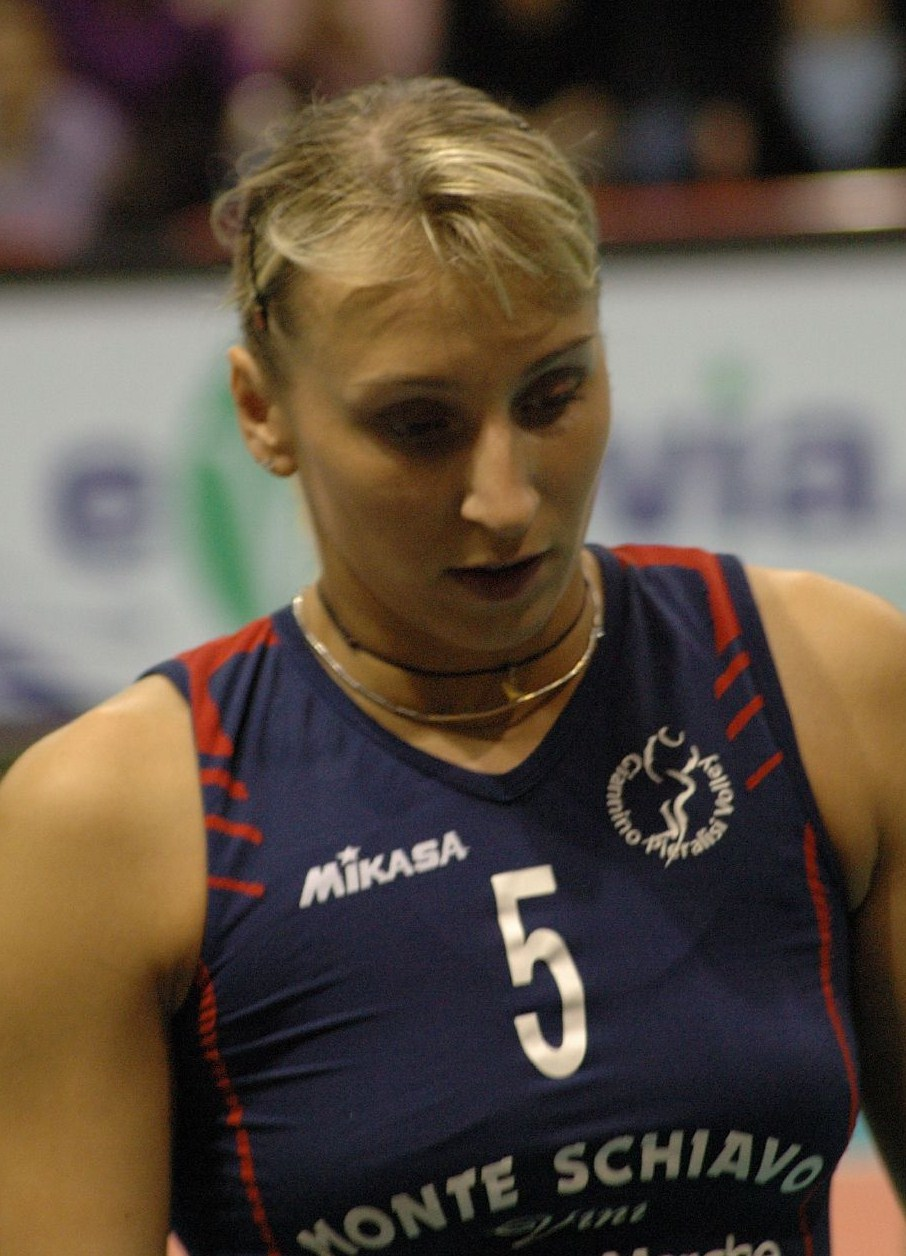
لیوبوف سوکولوفا، twice a silver medalist for Russia

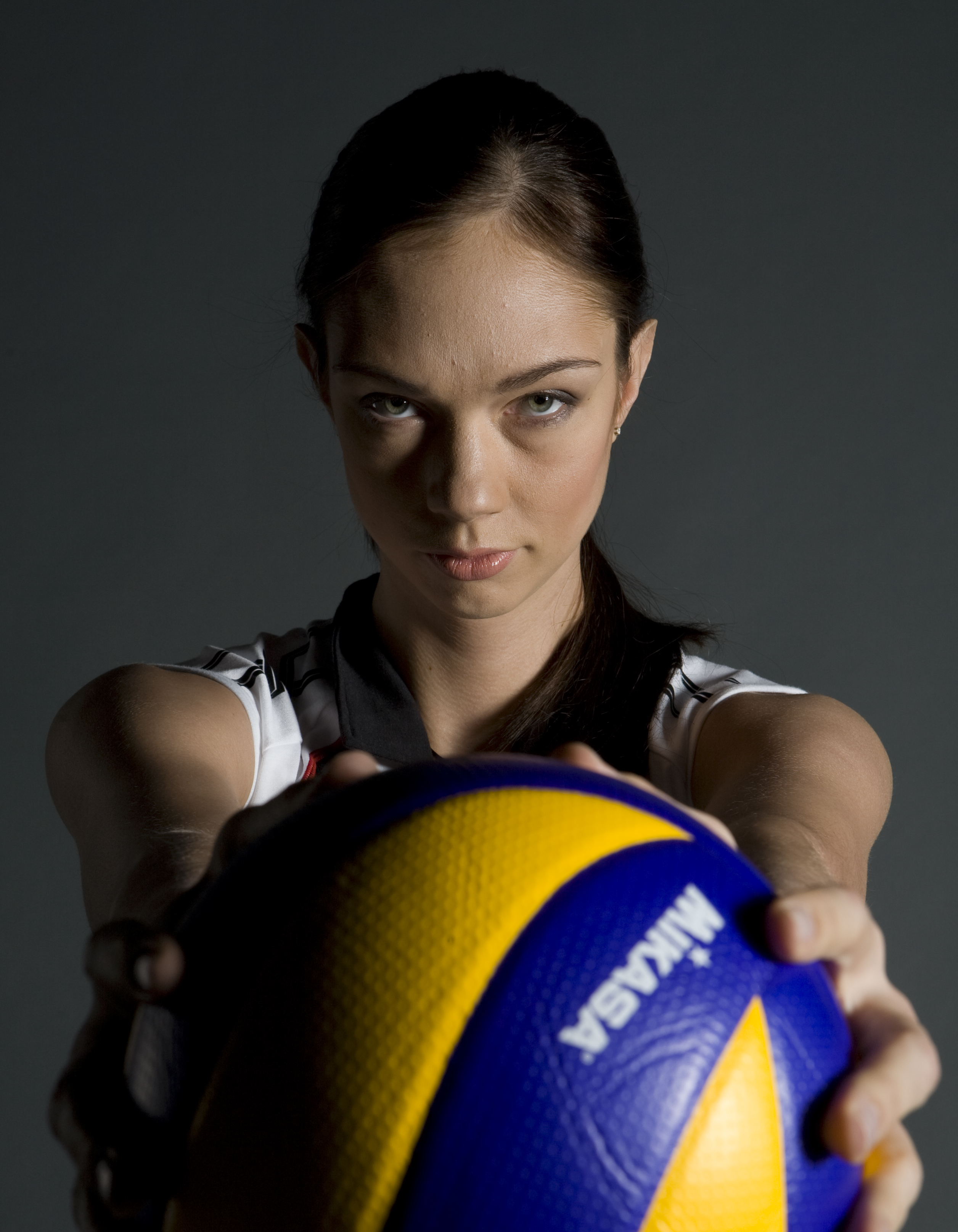
Two-time silver medalist یکاترینا گامووا

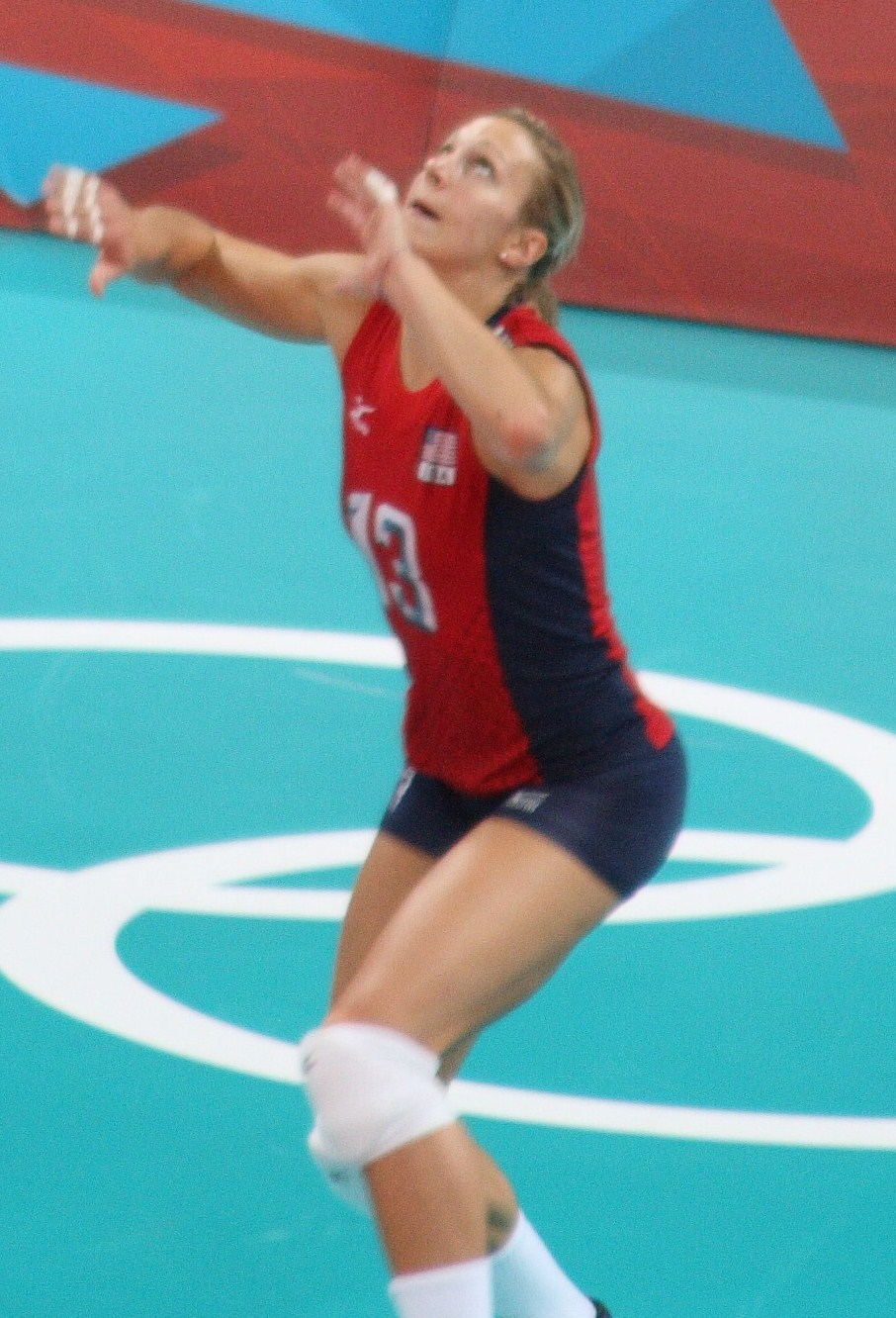
کریستا هارموتو won a silver medal and a bronze with the United States.

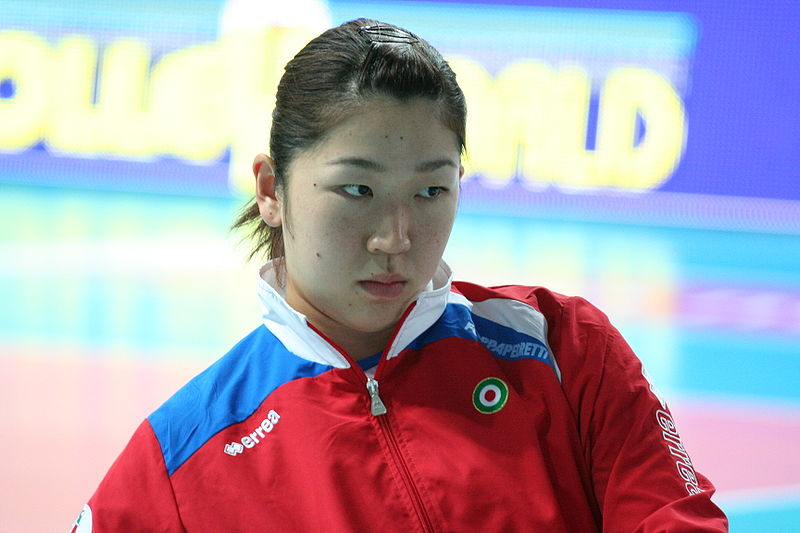
اریکا اراکی won a bronze medal with the Japanese team in 2012.

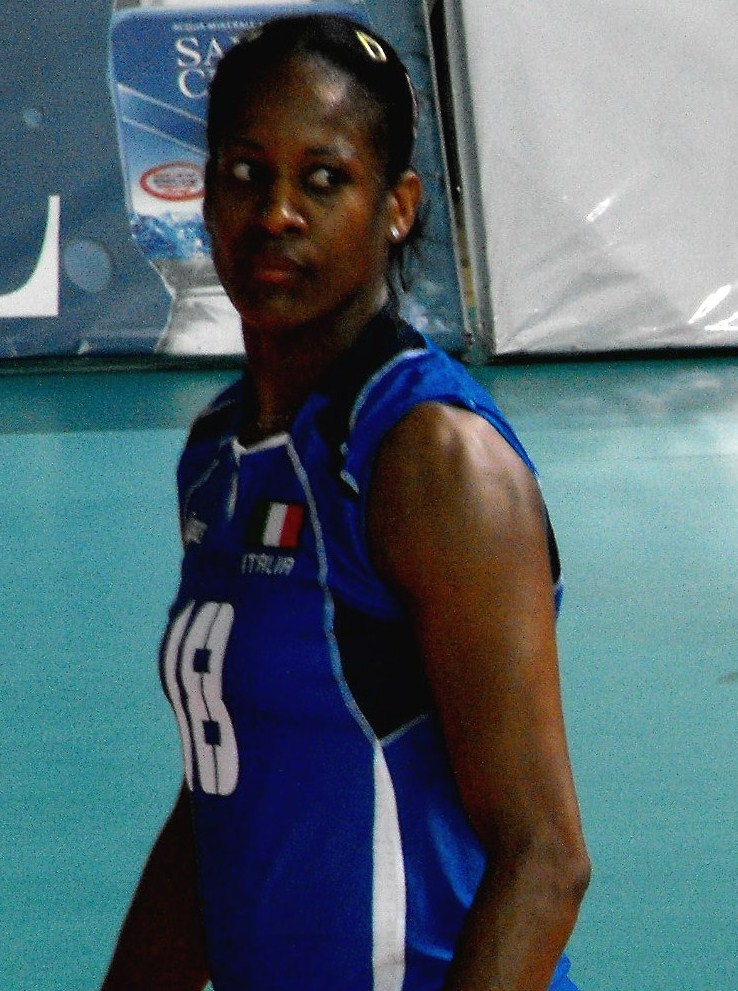
تایسماری آگوئرو won two gold medals with Cuba, before participating in 2008 with the Italian team.

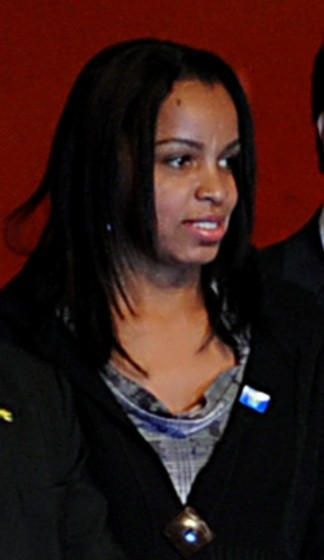
فوفائو has won three medals, and has participated in five Olympics for Brazil.

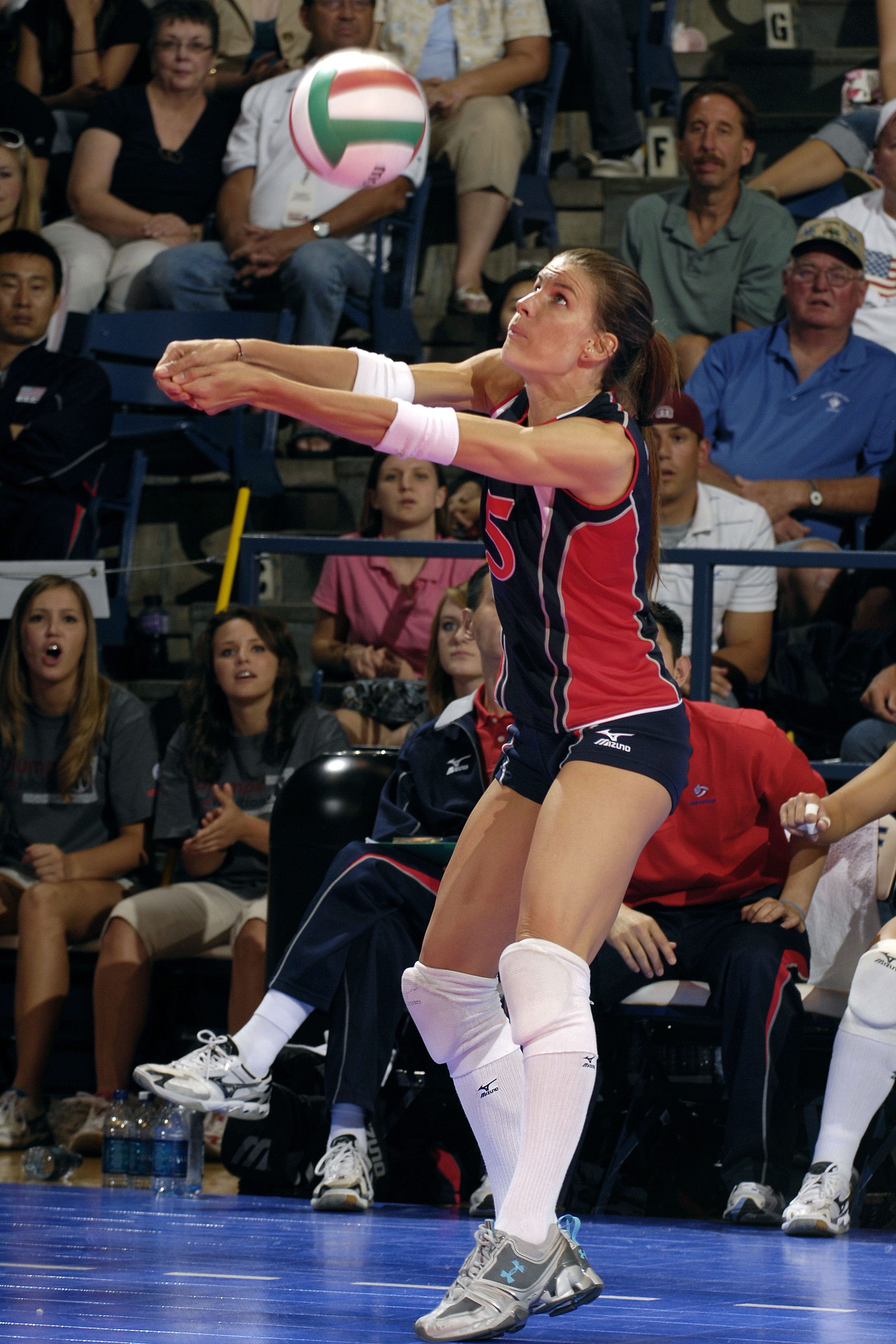
استیسی سیکورا returns a ball during a warm-up match preceding the 2008 Olympics.

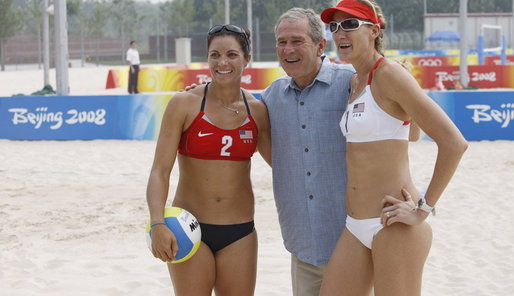
میستی می ترینور (چپ) و کری والش (راست) are the only women's team to earn multiple (3) gold medals in beach volleyball.

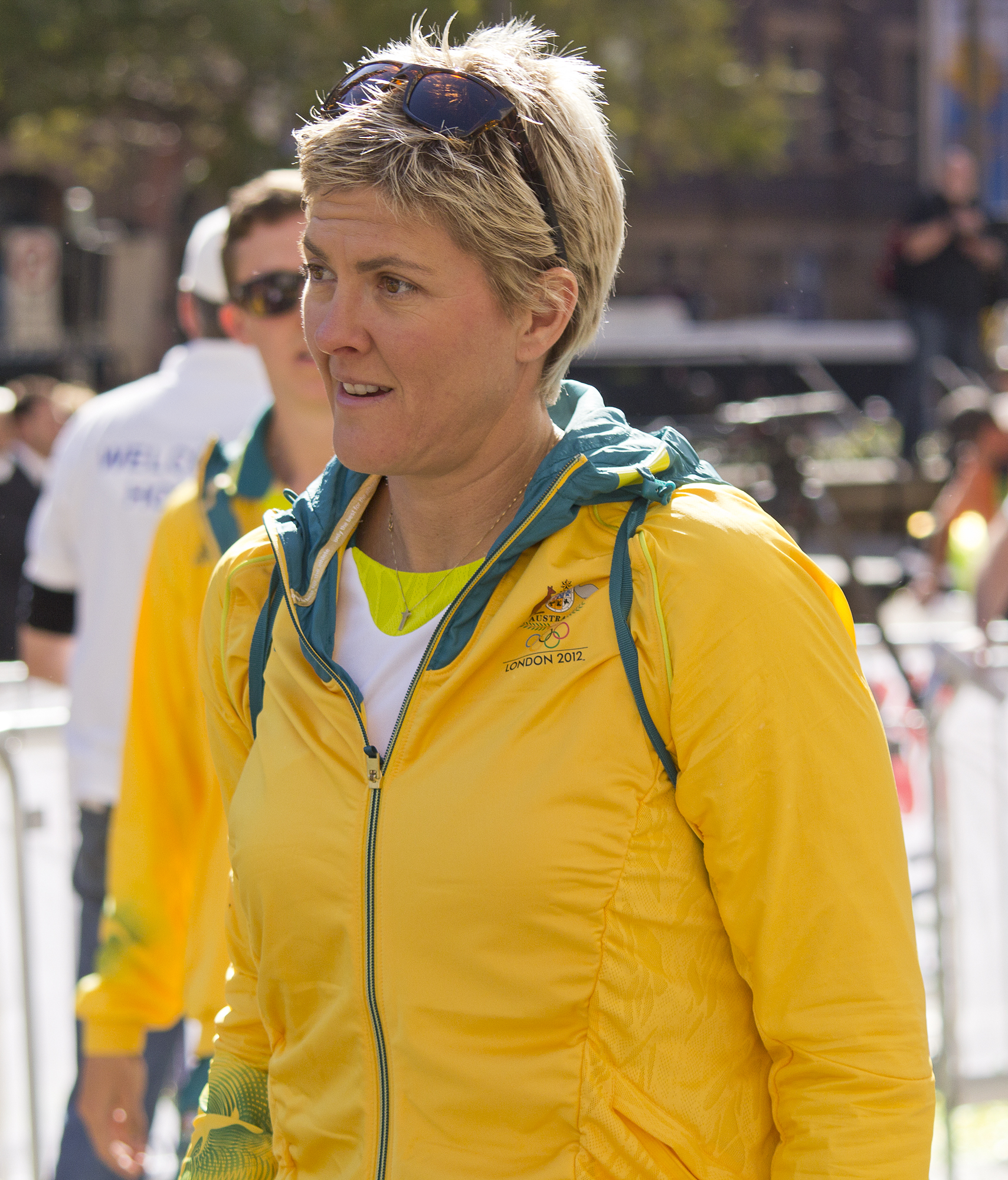
ناتالی کوک، winner of a gold and a bronze, is the first Australian woman to compete at five Olympic Games.

| بازی‌ها                                  | طلا | نقره | برنز |
| والیبال در بازی‌های المپیک تابستانی ۱۹۶۴ | ژاپن (JPN) · یوکو فوجیموتو · یوریکو هاندا · ساتا ایسوبه · ماسائه کاسایی · ماساکو کوندو · کاتسومی ماتسومورا · یوشیکو ماتسومورا · امیکو میاموتو · ستسوکو ساساکی · آیانو شیبوکی · یوکو شینوزاکی · کینوکو تانیدا                                                           | اتحاد شوروی (URS) · انتونینا ریژووا · استرا بیلتاویر · نینل لوکانینا · لیودمیلا بولداکوا · نلی ابراموا · تامارا تیخننا · والنتینا کامنیوک-وینوگرادووا · اینا ریسکال · ماریتا کاتوشوا · تاتیانا روشچینا · والنتینا میشک · لیودمیلا گوریوا  | لهستان (POL) · هانا بوز · کریستینا چاجکووسکا · ماریا گلیمووسکا · باربارا نیمچک · کریستینا یاکوبوسکا · دانوتا کرداچوک · کریستینا کروپا · یوژفا لدوگ · یادویگا کزیانژک · یادویگا روتسوفسکا · ماریا شلیوکا · زوفیا شچشنیوسکا                      |
| والیبال در بازی‌های المپیک تابستانی ۱۹۶۸ | اتحاد شوروی (URS) · لیودمیلا بولداکوا · لیودمیا میخائیلوفسکایا · تاتیانا وینبرگا · ورا لانتراتووا · ورا گالوشکا-دویونووا · تاتیانا ساریچوا · تاتیانا پونیایوا-ترتیاکووا · نینا اسمولیوا · اینا ریسکال · گالینا لئونتیوا · رزا سالیخووا · والنتینا کامنیوک-وینوگرادوواا | ژاپن (JPN) · ساچیکو فاکوناکا · ماکیکو فوروکاوا · کیکو هاما · ستسوکو اینوئه · تویوکو ایواهارا · یوکو کاساهارا · یوکیو کوجیما · سومی ونوس · ایکو اونزواوا · کونی شیکورا · سوزو تاکایاما · ستسوکو یوشیدا                                     | لهستان (POL) · هالینا استسکوویچ-وویچنو · لیدیا خمیلنگکا-ژمودا · کریستینا چاجکووسکا · کریستینا یاکوبوسکا · کریستینا کروپا · یادویگا کزیانژک · یوژفا لدوگ · باربارا نیمچک · کریستینا اوسترومنتسکا · الژبیتا پورتس · زوفیا شچشنیوسکا · واندا ویچا |
| والیبال در بازی‌های المپیک تابستانی ۱۹۷۲ | اتحاد شوروی (URS) · لیودمیلا بروزنا · لیودمیلا بولداکوا · ورا گالوشکا-دویونووا · تاتیانا گونوبوبلوا · ناتالیا کودروا · گالینا لئونتیوا · تاتیانا پونیایوا-ترتیاکووا · اینا ریسکال · رزا سالیخووا · تاتیانا ساریچوا · نینا اسمولیوا · لیوبوف تیورینا                    | ژاپن (JPN) · ماکیکو فوروکاوا · کیکو هاما · تاکاکو ایدا · تویوکو ایواهارا · کاتسومی ماتسومورا · سومی ونوس · ماریکو اوکاموتو · سیکو شیمکاج · میچیکو شیاوکاوا · تاکاکو شیرای · نوریکو یاماشیتا · یاکو یامازاکی                               | کره شمالی (PRK) · هوانگ هه-سوک · جانگ اوک ریم · جونگ اوک جین · کانگ اوک سون · کیم زونگ-بوک · کیم میانگ سوک · کیم سو-دا · کیم یون-جا · پاک میونگ سوک · ری چان-اوک · ریوم چان-جا                                                                 |
| والیبال در بازی‌های المپیک تابستانی ۱۹۷۶ | ژاپن (JPN) · یوکو آراکیدا · تاکاکو ایدا · کاتسوکو کانساکا · کیومی کاتو · اچیکو مائدا · نوریکو ماتسودا · ماریکو اوکاموتو · تاکاکو شیرای · شوکو تاکایاناگی · هیرومی یانو · جوری یوکویاما · ماریکو یوشیدا                                                                 | اتحاد شوروی (URS) · لاریسا برگن · لیودمیلا چرنیشیووا · اولگا کوزاکووا · ناتالیا کوشنیر · نینا مورادیان · لیلیا اوسادسایا · انا روستوا · لیوبوف رودوفسکایا · اینا ریسکال · لیودمیلا شچتینینا · نینا اسمولیوا · زویا یوسووا                 | کره جنوبی (KOR) · بیک میونگ-سان · بیون کیونگ-جا · چانگ هی-سوک · جو هی-یونگ · جونگ سون-اوک · لی سون-بوک · لی سون-اوکی · ما قوم-جا · پارک می-کام · یون یانگ نی · یو جونگ هی · یو کیونگ هوا                                                       |
| والیبال در بازی‌های المپیک تابستانی ۱۹۸۰ | اتحاد شوروی (URS) · یلنا آخامینووا · یلنا آندریوک · اسوتلانا بادولینا · لیودمیلا چرنیشیووا · لیوبوف کوزیروا · لیدیا لوگینووا · ایرینا ماکوگونووا · اسوتلانا نیکیشینا · Larisa Pavlova · نادژدا رادزویچ · ناتالیا رازومووا · اولگا سولووووا                             | آلمان شرقی (GDR) · کاتارینا بولین · باربارا چکالا · بریجیته فتسر · آندره‌آ هایم · اوته کوستشوا · هایک لمان · کریستینه مومهاردت · مارین پوشل · کارلا روففایز · مارتینا اشمیت · آنته شولتس · آنکه وستندورف                                   | بلغارستان (BUL) · ورکا بوریسوا · تسوتانا بوشورینا · رزیتسا دیمیترووا · تانیا دیمیترووا · مایا گئورگیه‌وا · مارگاریتا گراسیموا · تانیا گوگوا · والنتینا ایلیوا · رومیانا کایشوا · انکا خریستولوا · سیلویا پترونووا · گالینا استانچوا             |
| والیبال در بازی‌های المپیک تابستانی ۱۹۸۴ | چین (CHN) · هو یوژو · جیانگ یینگ · لانگ پینگ · لی یانجون · لیانگ یان · سو هویجوان · یانگ شیائوجون · یانگ شیلان · ژانگ رونگفانگ · ژنگ میژو · ژو شیائولان · ژو لینگ | ایالات متحده آمریکا (USA) · جین بوپری · کارولین بکر · لیندا چیسهولم · ریتا کراکت · لوری کوربلی · دبی گرین-وارگاس · فلو هایمن · رز ماگرز · کیمبرلی رودس · جولی وولرتسن · پائولا وایشف · سوزان وودسترا                                      | ژاپن (JPN) · یومی مارویاما · نوری هیرو · مییوکو هیروز · کیوکو ایشیدا · یوکو کاگابو · یوکو میتسویا · کیکو میایجیما · کیمی موریتا · کومی ناکادا · میکو اوداکا · ساچیکو اوتانی · کایوکو سوگییاما                                                  |
| والیبال در بازی‌های المپیک تابستانی ۱۹۸۸ | اتحاد شوروی (URS) · والنتینا اوگینکو · یلنا وولکووا · مارینا کومیش · ایرینا ایلچنکو · تاتیانا سیدورنکو · ایرینا کیریلوا · تاتیانا کراینووا · اولگا شکورنووا · مارینا پانکووا · یلنا چبوکینا · اولگا کریووشیوا · اسوتلانا کوریتووا                                      | پرو (PER) · لویزا سرورا · آلخاندرو ده لا گوئرا · دنیس فاخاردو · میریام گایاردو · رزا گارسیا · سونیا اردیا · کاترین خورنی · ناتالیا مالاگا · گابریلا پرز دل سولار · سیسیلیا تایت · جینا تورئالوا · سنایدا اوریبه                           | چین (CHN) · لی گوجون · ژائو هونگ · هو یوژو · وانگ یاجون · یانگ شیلان · سو هویجوان · جیانگ یینگ · کوی یونگمی · یانگ شیائوجون · ژنگ میژو · وو دان · لی یومینگ                                                                                    |
| والیبال در بازی‌های المپیک تابستانی ۱۹۹۲ | کوبا (CUB) · رگلا بل · مرسدس کالدرون · ماگالی کارواخال · مارلنیس کوستا · ایدالمیس گاتو · لیلیا ایسکیردو · نورکا لاتامبلت · میریا لویس · تانیا اورتیس · رائیسا اوفاریل بولانوس · رگلا تورس · آنا فرناندس                                                                | تیم متحد (EUN) · والنتینا اوگینکو · ناتالیا موروزوا · مارینا پانکووا · النا تیورینا · ایرینا ایلچنکو · تاتیانا سیدورنکو · تاتیانا منشووا · یوگنیا آرتامونوفا · Galina Lebedeva · Svetlana Vasilevskaya · یلنا چبوکینا · اسوتلانا کوریتووا | ایالات متحده آمریکا (USA) · لیان ساتو · پائولا وایشف · یوکو زترلوند · الینا اودن · کیم اودن · تی ساندرز · کارن کمنر · روت لاوانسون · تامی لابل · جنت کوبس · تارا کراس بتل · لوری اندیکات                                                       |
| والیبال در بازی‌های المپیک تابستانی ۱۹۹۶ | کوبا (CUB) · تایسماری آگوئرو · رگلا بل · ماگالی کارواخال · مارلنیس کوستا · آنا فرناندس · میرکا فرانسیا · ایدالمیس گاتو · لیلیا ایسکیردو · میریا لویس · رائیسا اوفاریل بولانوس · یومیلکا رویز · رگلا تورس                                                               | چین (CHN) · کوی یونگمی · هه کوی · لای یاون · لی یان · لیو شیائونینگ · پان ونلی · سان یو · وانگ لینا · وانگ یی · وانگ زینگ · وو یونگمی · ژو یونیینگ                                                                                        | برزیل (BRA) · انا ایدا الوارس · لیلا باروس · ارکلیا بودزاک · هیما کالدیره · انا پائولا کانلی · مارسیا فو · ویرنا دیاس · انا موزر · انا فلویا سانگلارد · فوفائو · ساندرا سورواگی · فرناندا ونتورینی                                             |
| والیبال در بازی‌های المپیک تابستانی ۲۰۰۰ | کوبا (CUB) · تایسماری آگوئرو · سویلا باروس · رگلا بل · مارلنیس کوستا · آنا فرناندس · میرکا فرانسیا · ایدالمیس گاتو · لیلیا ایسکیردو · میریا لویس · یومیلکا رویز · مارتا سانچس · رگلا تورس                                                                              | روسیه (RUS) · یوگنیا آرتامونوفا · آناستازیا کودیروا · لیوبوف سوکولوفا · یکاترینا گامووا · یلنا گودینا · تاتیانا گراچوا · ناتالیا موروزوا · اولگا پوتاچوا · اینسا کورکماز · یلیزاوتا تیشچنکو · النا تیورینا · یلنا واسیلوسکایا             | برزیل (BRA) · لیلا باروس · اریکا کوئیمبرا · جانینا کانسیچائو · ویرنا دیاس · کلی فراگا · ریکاردا لیما · کاتیا لوپس · الیسنگلا اولیویرا · والوسکا الیویرا · کارین رودریگز · راکل سیلوا · فوفائو                                                  |
| والیبال در بازی‌های المپیک تابستانی ۲۰۰۴ | چین (CHN) · چن جینگ · فنگ کون · لی شان · لیو یانان · سونگ نینا · وانگ لینا · یانگ هائو · ژانگ نا · ژانگ پینگ · ژانگ یوئهونگ · ژائو رویروی · ژو سوهونگ | روسیه (RUS) · یوگنیا آرتامونوفا · لیوبوف سوکولوفا · اولگا خرژانوسکایا · یکاترینا گامووا · الکساندرا کوروکووتس · اولگا نیکولایوا · یلنا پلوتنیکووا · ناتالیا سافرونوا · مارینا ششنینا · ایرینا طبنیخینا · یلیزاوتا تیشچنکو · النا تیورینا  | کوبا (CUB) · سویلا باروس · روزیر کالدرون · نانسی کاریلو · آنا فرناندس · مایولیس مارتینس · لیانا مسا · آنیارا مونیوس · یائیما اورتیس · دائیمی رامیرس · یومیلکا رویز · مارتا سانچس · دولچه تلز                                                   |
| والیبال در بازی‌های المپیک تابستانی ۲۰۰۸ | برزیل (BRA) · والوسکا الیویرا · کارولینا آبوکرکی · ماریان اشتاینبرخر · پائولا پگوئنو · تایسا منزس · فوفائو · والسکا منزس · فابیانا کلودینو · ولیسا گانزاگ · ژاکلین کاروالیو · شیلا کاسترو · فابیانا د اولیویرا                                                         | ایالات متحده آمریکا (USA) · اوگونا نمانی · دانیل اسکات آروجا · طیبه حنیف پارک · لیندسی برگ · استیسی سیکورا · نیکول دیویس · هدر باون · جنیفر جونس · کیم گلاس · رابین آه موو-سانتوس · کیم ویلووگبی · لوگان تام                              | چین (CHN) · وانگ ییمی · فنگ کون · یانگ هائو · لیو یانان · وی کویو · شو یونلی · ژو سوهونگ · ژائو رویروی · زو مینگ · لی خوان · ژانگ نا · ما یونون                                                                                                |
| والیبال در بازی‌های المپیک تابستانی ۲۰۱۲ | برزیل (BRA) · فابیانا کلودینو · دنی لینس · پائولا پگوئنو · آدنیزیا داسیلوا · تایسا منزس · ژاکلین کاروالیو · فرناندا فریرا · تاندارا کایشتا · ناتالیا پریرا · شیلا کاسترو · فابیانا د اولیویرا · فرناندا گارای                                                          | ایالات متحده آمریکا (USA) · دانیل اسکات آروجا · طیبه حنیف پارک · لیندسی برگ · تاماری میاشیرو · نیکول دیویس · جردن لارسون · مگان هاج · کریستا هارموتو · لوگان تام · فلوک آکینرادوو · کورتنی تامپسون · دستینی هوکر                          | ژاپن (JPN) · اریکا اراکی · یوکیکو اباتا · کائوری اینو · مایکو کانو · سائوری کیمورا · هیتومی ناکامیچی · ای اوتومو · سائوری ساکودا · یوکو سانو · ریسا شینابه · یوشی تاکشیتا · مای یاماگوچی                                                       |
| والیبال در بازی‌های المپیک تابستانی ۲۰۱۶ | چین (CHN) · دینگ شیا · گونگ شیانگیو · هوی روچی · لین لی · لیو شیائوتونگ · وی کویو · شو یونلی · یان نی · یانگ فانگشو · یوان شینیوئه · ژانگ چانگنینگ · ژو تینگ | صربستان (SRB) · تیجانا بوشکوویچ · یووانا براکوچویچ · بیانکا بوشا · تیجانا مالشویچ · برانکیکا میهاجلوویچ · جلنا نیکولیچ · مایا اوگنینوویچ · سیلویا پوپوویچ · میلنا راشیچ · جووانا استوانوویچ · استفانا ولیکوویچ · بویانا ژیوکوویچ          | ایالات متحده آمریکا (USA) · راشل آدامز · فلوک آکینرادوو · کیلا بانوارت · آلیشا گلاس · کریستا هارموتو · کیمبرلی هیل · جردن لارسون · کارلی لوید · کارستا لوو · کلی مورفی · کلسی روبینسون · کورتنی تامپسون                                        |
| والیبال در بازی‌های المپیک تابستانی ۲۰۲۰ | ایالات متحده آمریکا (USA) · میشا هانکوک · جوردین پولتر · جاستین وونگ-اورانتس · جردن لارسون · آندرئا دروز · جردن تامپسون · میل بارتش-هکلی · کیمبرلی هیل · فلوک آکینرادوو · هیلی واشینگتون · کلسی روبینسون · چیکا اوگبوگو                                                | برزیل (BRA) · کارول گاتاز · روسامریا مونتیبلر · ماکریس کارنیرو · روربرتا راتزکه · گابریلا گیمارائس · تاندارا کایشتا · ناتالیا پریرا · آنا کارولینا داسیلوا · فرناندا گارای · آنا کریستینا سوزا · کامیلا برایت · آنا بئاتریس کورئا         | صربستان (SRB) · بیانکا بوشا · مینا پوپوویچ · سلادانا میرکوویچ · برانکیکا میهاجلوویچ · مایا اوگنینوویچ · آنا بیلیتسا · آنا آلکسیچ · میلنا راشیچ · سیلویا پوپوویچ · تیجانا بوشکوویچ · بایونا میلنکوویچ · یلنا بلاگویویچ                          |

## والیبال ساحلی

### مردان
| بازی‌ها                                  | طلا                                        | نقره                                               | برنز                                   |
| والیبال در بازی‌های المپیک تابستانی ۱۹۹۶ | کارچ کیرالی · and کنت استفس (USA)          | مایک داد · and مایک ویتیمارش (USA)                 | جان چایلد · and مارک هیزه (CAN)        |
| والیبال در بازی‌های المپیک تابستانی ۲۰۰۰ | دین بلانتون · and اریک فونویموانا (USA)    | زی مارکو دو ملو · and ریکاردو سانتوس (BRA)         | آکسل هاگر · and یورگ آهمان (GER)       |
| والیبال در بازی‌های المپیک تابستانی ۲۰۰۴ | ریکاردو سانتوس · and امانوئل رگو (BRA)     | خابیر بسما · and پابلو اررا (ESP)                  | استفان کوبل · and پاتریک هوشر (SUI)    |
| والیبال در بازی‌های المپیک تابستانی ۲۰۰۸ | فیل دالهاسر · and تاد راجرز (USA)          | مارسیو آرائوژو · and فابیو لوئیز ماگالائز (BRA)    | ریکاردو سانتوس · and امانوئل رگو (BRA) |
| والیبال در بازی‌های المپیک تابستانی ۲۰۱۲ | یولیوس برینک · and یوناس راکرمان (GER)     | آلیسون سروتی · and امانوئل رگو (BRA)               | مورتیچ پیاویچ · and جونیس امادیچ (LAT) |
| والیبال در بازی‌های المپیک تابستانی ۲۰۱۶ | آلیسون سروتی · and برونو اسکار اشمیت (BRA) | دنیله لوپو · and پائولو نیکولای (ITA)              | الکساندر بروور · and رابرت میوزن (NED) |
| والیبال در بازی‌های المپیک تابستانی ۲۰۲۰ | آندرس مول · and کریستیان سوروم (NOR)       | ویاچسلاو کراسیلنیکوف · and اولگ استویانوفسکی (ROC) | احمد تیجان · and شریف یونس (QAT)       |

### زنان
| بازی‌ها                                  | طلا                                    | نقره                                              | برنز                                    |
| والیبال در بازی‌های المپیک تابستانی ۱۹۹۶ | ژاکی سیلوا · and ساندرا پیرس (BRA)     | مونیکا رودریگز · and ادریانا ساموئل (BRA)         | ناتالی کوک · and کری پوتارست (AUS)      |
| والیبال در بازی‌های المپیک تابستانی ۲۰۰۰ | ناتالی کوک · and کری پوتارست (AUS)     | آدریانا بئار · and شلدا بده (BRA)                 | ادریانا ساموئل · and ساندرا پیرس (BRA)  |
| والیبال در بازی‌های المپیک تابستانی ۲۰۰۴ | کری والش · and میستی می ترینور (USA)   | شلدا بده · and آدریانا بئار (BRA)                 | هالی مک پیک · and ایلین یانگ (USA)      |
| والیبال در بازی‌های المپیک تابستانی ۲۰۰۸ | کری والش · and میستی می ترینور (USA)   | وانگ جی · and تیان جیا (CHN)                      | زو چن · and ژانگ شی (CHN)               |
| والیبال در بازی‌های المپیک تابستانی ۲۰۱۲ | کری والش · and میستی می ترینور (USA)   | جنیفر کسی · and اپریل راز (USA)                   | جولیانا سیلوا · and لاریسا فرانسا (BRA) |
| والیبال در بازی‌های المپیک تابستانی ۲۰۱۶ | لاورا لودفیگ · and کیرا واکنهوست (GER) | آگاتا بدنارچوک · and باربارا سیکساس (BRA)         | اپریل راز · and کری والش (USA)          |
| والیبال در بازی‌های المپیک تابستانی ۲۰۲۰ | الیکس کلینمن · and اپریل راز (USA)     | ماریافه آرتاچو دل سولار · and تالیکوا کلنسی (AUS) | یوانا هایدریش · and انوک ورژ-دپره (SUI) |